# Гульбинас (приток Дабикине)
Гу́льбинас (устар. Гульбинце; лит. Gulbinas от лит. gulbinas — «лебедь самец») — река на севере Литвы. Течёт по территории Науйойи-Акмянского сельского и Акмянского староств Акмянского района в Тельшяйском уезде. Левый приток нижнего течения Дабикине.
Длина реки составляет 7,07 км.
Гульбинас начинается на высоте 76 м над уровнем моря с восточной окраины леса Дикпялькес между деревнями Швянтупяй и Саблаускяй. Течёт в основном на запад, в низовье — на северо-запад. Устье Гульбинас находится в 10,9 км по левому берегу Дабикине на высоте 61 м над уровнем моря, напротив пересечения улиц Бокшто и Сленё на южной окраине города Акмяне.
В нижнем течении около деревни Гульбинай принимает справа основной приток — Ожкупис, длиной 4,35 км.